# Leptopsalis laevichelis
Leptopsalis laevichelis is een hooiwagen uit de familie Stylocellidae. De originele naamcombinatie (protoniem) was Stylocellus laevichelis  Roewer 1942.